# Seehaus (Widdern)

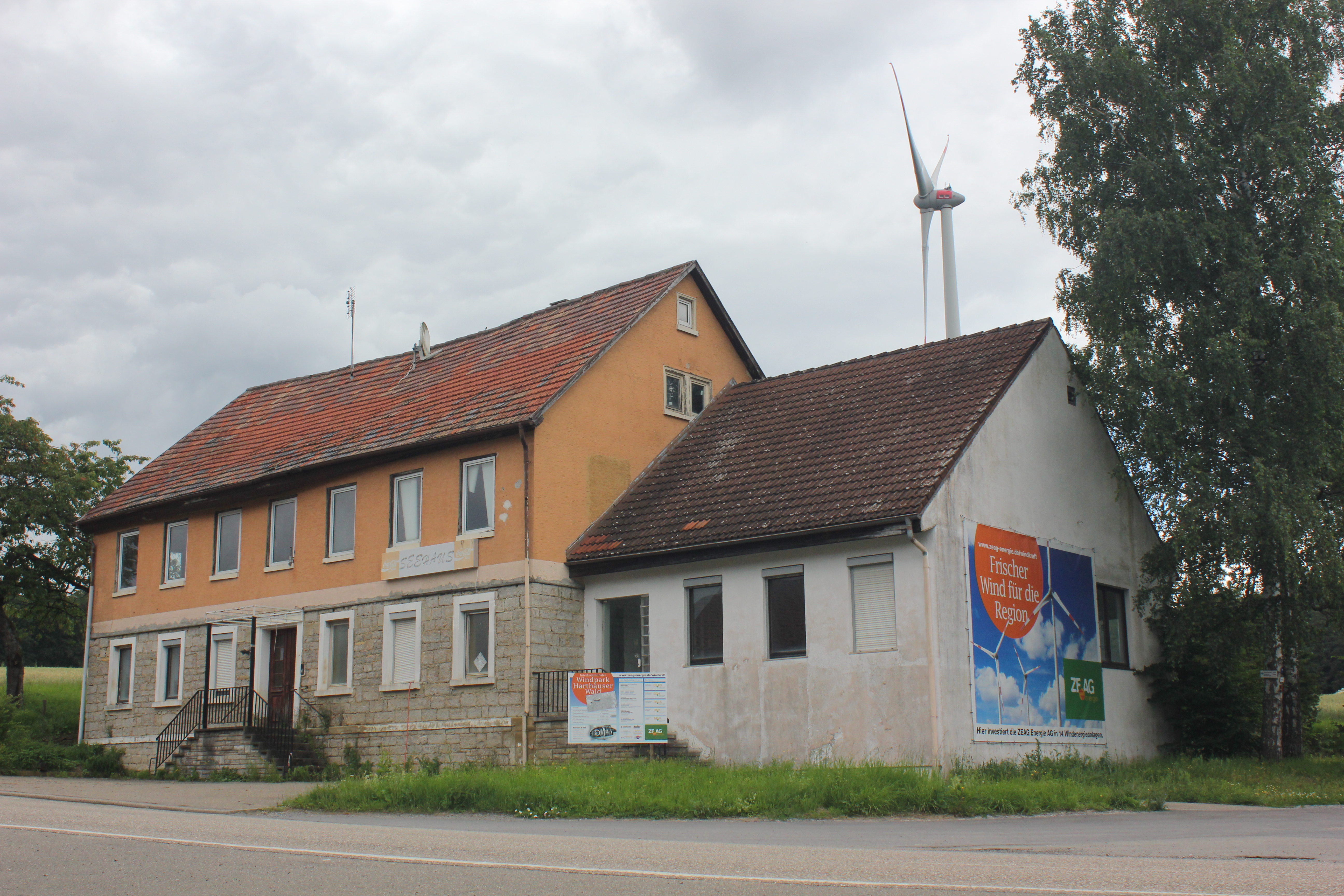
Seehaus

Das Seehaus in Widdern im Landkreis Heilbronn ist ein Wohnplatz mit einem historischen Gasthaus aus dem frühen 18. Jahrhundert. Seinen Namen erhielt es von zwei ehemaligen Seen in der Nähe, die schon vor 1834 trockengelegt wurden. Das Gebäude befindet sich seit 1750 im Besitz der Stadt Widdern, es diente bis in die 1990er Jahre als Gasthaus.

## Geschichte
Das Seehaus liegt ungefähr zwei Kilometer südwestlich von Widdern in einer etwa 24 ha großen Rodungsinsel im Harthäuser Wald an der Hohen Straße, einem historischen Fernweg. Die Rodungstelle geht möglicherweise auf einen Ort Degernbach zurück, der im 13. Jahrhundert urkundlich belegt ist, im 16. Jahrhundert aber nur noch als Wiesengrund beschrieben wurde, also zur Wüstung geworden war. Die Hohe Straße hatte durch die Kriege des 17. Jahrhunderts schwer gelitten und wurde um 1711 auf fürstlichen Befehl hin wiederhergestellt, weil man weiterhin vom Fernverkehr profitieren wollte. Auf beiden Seiten der Straße gehörte den Freiherren von Zyllnhardt, die Ganerbenanteile in Widdern besaßen, ein See. Bei diesen errichteten die Zyllnhardt kurz vor 1719 das Wirtshaus Seehaus. Auch die Freiherren von Ellrichshausen errichteten in jener Zeit ein Gasthaus an der Hohen Straße, das etwa drei Kilometer weiter westlich stand.
Man versprach sich vom Seehaus offenbar hohe Einnahmen, da man dem Seehaus-Pächter, Chr. Seeger aus Jagsthausen, 1749 die für die damalige Zeit ungewöhnlich hohe Pacht von 50 Gulden abverlangte. Seeger wollte nicht nur auswärtige Fuhrleute bewirten, sondern auch Tanzveranstaltungen für die Einwohner der Umgebung abhalten, was ihm jedoch von der Herrschaft untersagt wurde.
1750 kam das Seehaus mit weiteren Teilen des Zyllnhardtschen Besitzes an Württemberg, das es noch selben Jahrs für 680 Gulden an die Stadt Widdern verkaufte. Zwischen 1749 und 1834 wurden die Seen trockengelegt, man stellte von Fisch- auf Graswirtschaft um.
Das Seehaus blieb bis in die 1970er Jahre ein verpachtetes Hofgut mit Gastwirtschaft. Nach der Flurbereinigung hat man die Feldflächen parzelliert. Der Gasthausbetrieb ging weiter bis in die 1990er Jahre. Später schrieb die Stadt Widdern das Gebäude zum Verkauf aus. 2010 sicherte das örtliche THW den marode gewordenen Dachstuhl.